# Therea regularis
Therea regularis (лат.) — вид тараканов. Окрашены в чёрный цвет с крупными оранжевыми пятнами на надкрыльях. Обитают в южной части Индии (Тамилнад) и на Шри-Ланке. Популярен среди любителей домашних насекомых во всем мире.